# Assab
Assab hay Aseb (tiếng Tigrinya: ዓሰብ, ʿAsäb; tiếng Ả Rập: عصب) là một thành phố cảng ở vùng Nam Biển Đỏ của Eritrea. Thành phố nằm ở phía tây Biển Đỏ.
Các ngôn ngữ được sử dụng tại Assab là tiếng Afar, Tigrinya, và Ả Rập.

## Tổng quan
Assab nổi tiếng với khu chợ lớn, các bãi biển và cuộc sống về đêm. Tại đây có Sân bay quốc tế Assab.
Vào năm 1989, Assab có dân số 39.600 người. Thành phố từng có một nhà máy lọc dầu, tuy nhiên nhà máy đã đóng cửa từ năm 1997 vì lý do kinh tế. Cho tới năm 1998, Ethiopia sử dụng Assab làm cầu nối xuất khẩu 2/3 hàng hóa của quốc gia này ra thế giới. Tuy nhiên kể từ năm 1998 do Eritrea và Ethiopia đóng cửa biên giới, thành phố cảng mất đi nhiều ý nghĩa. Vào năm 2005, dân số của Assab theo ước tính là 20.222 người. Vào năm 2008, sau cuộc đụng độ biên giới với Djibouti và tình trạng an ninh bất ổn ở biên giới hai nước, dẫn tới việc các lực lượng quân đội Qatar phải đóng vai trò trung gian hòa giải, vai trò của Assab ngày càng giảm dần. Gần thành phố còn có di tích thành cổ Arsinoe.

## Khí hậu
Assab có khí hậu hoang mạc nóng điển hình (phân loại khí hậu Köppen BWh) của khu vực Danakil. Khí hậu của thành phố cực kì khô và nóng, với lượng mưa trung bình một năm chỉ 40 mm (1,57 in). Assab có nhiệt độ cao cả ban ngày và ban đêm, với nhiệt độ trung bình hàng năm là 31 °C (87,8 °F).
| Dữ liệu khí hậu của Assab (1961–1990)                    | Dữ liệu khí hậu của Assab (1961–1990) | Dữ liệu khí hậu của Assab (1961–1990) | Dữ liệu khí hậu của Assab (1961–1990) | Dữ liệu khí hậu của Assab (1961–1990) | Dữ liệu khí hậu của Assab (1961–1990) | Dữ liệu khí hậu của Assab (1961–1990) | Dữ liệu khí hậu của Assab (1961–1990) | Dữ liệu khí hậu của Assab (1961–1990) | Dữ liệu khí hậu của Assab (1961–1990) | Dữ liệu khí hậu của Assab (1961–1990) | Dữ liệu khí hậu của Assab (1961–1990) | Dữ liệu khí hậu của Assab (1961–1990) | Dữ liệu khí hậu của Assab (1961–1990) |
| Tháng                                                    | 1                                     | 2                                     | 3                                     | 4                                     | 5                                     | 6                                     | 7                                     | 8                                     | 9                                     | 10                                    | 11                                    | 12                                    | Năm                                   |
| -------------------------------------------------------- | ------------------------------------- | ------------------------------------- | ------------------------------------- | ------------------------------------- | ------------------------------------- | ------------------------------------- | ------------------------------------- | ------------------------------------- | ------------------------------------- | ------------------------------------- | ------------------------------------- | ------------------------------------- | ------------------------------------- |
| Cao kỉ lục °C (°F)                                       | 37.0 (98.6)                           | 37.0 (98.6)                           | 40.0 (104.0)                          | 43.0 (109.4)                          | 43.2 (109.8)                          | 46.2 (115.2)                          | 49.0 (120.2)                          | 48.4 (119.1)                          | 46.8 (116.2)                          | 43.0 (109.4)                          | 39.0 (102.2)                          | 36.5 (97.7)                           | 49.0 (120.2)                          |
| Trung bình ngày tối đa °C (°F)                           | 31.3 (88.3)                           | 31.7 (89.1)                           | 33.8 (92.8)                           | 36.0 (96.8)                           | 37.0 (98.6)                           | 38.5 (101.3)                          | 41.2 (106.2)                          | 40.9 (105.6)                          | 38.1 (100.6)                          | 36.5 (97.7)                           | 33.9 (93.0)                           | 31.6 (88.9)                           | 35.5 (95.9)                           |
| Trung bình ngày °C (°F)                                  | 26.3 (79.3)                           | 26.7 (80.1)                           | 28.5 (83.3)                           | 30.5 (86.9)                           | 32.0 (89.6)                           | 33.1 (91.6)                           | 35.0 (95.0)                           | 34.6 (94.3)                           | 32.9 (91.2)                           | 31.2 (88.2)                           | 28.8 (83.8)                           | 26.9 (80.4)                           | 30.5 (86.9)                           |
| Tối thiểu trung bình ngày °C (°F)                        | 21.3 (70.3)                           | 21.7 (71.1)                           | 23.2 (73.8)                           | 25.1 (77.2)                           | 27.0 (80.6)                           | 28.5 (83.3)                           | 30.3 (86.5)                           | 29.9 (85.8)                           | 28.5 (83.3)                           | 26.0 (78.8)                           | 23.7 (74.7)                           | 22.2 (72.0)                           | 25.6 (78.1)                           |
| Thấp kỉ lục °C (°F)                                      | 11.9 (53.4)                           | 12.4 (54.3)                           | 13.7 (56.7)                           | 14.0 (57.2)                           | 14.4 (57.9)                           | 17.5 (63.5)                           | 19.6 (67.3)                           | 19.9 (67.8)                           | 16.0 (60.8)                           | 15.0 (59.0)                           | 14.5 (58.1)                           | 12.1 (53.8)                           | 11.9 (53.4)                           |
| Lượng mưa trung bình mm (inches)                         | 4.0 (0.16)                            | 6.7 (0.26)                            | 1.8 (0.07)                            | 3.6 (0.14)                            | 1.7 (0.07)                            | 0.2 (0.01)                            | 6.9 (0.27)                            | 2.8 (0.11)                            | 1.1 (0.04)                            | 1.0 (0.04)                            | 4.5 (0.18)                            | 4.8 (0.19)                            | 39.1 (1.54)                           |
| Số ngày mưa trung bình (≥ 1.0 mm)                        | 1                                     | 1                                     | 0                                     | 0                                     | 0                                     | 0                                     | 1                                     | 0                                     | 0                                     | 0                                     | 0                                     | 0                                     | 3                                     |
| Độ ẩm tương đối trung bình (%)                           | 62                                    | 68                                    | 61                                    | 54                                    | 58                                    | 57                                    | 50                                    | 54                                    | 62                                    | 54                                    | 55                                    | 61                                    | 58                                    |
| Nguồn 1: NOAA, Deutscher Wetterdienst (độ ẩm, 1937–1970) |                                       |                                       |                                       |                                       |                                       |                                       |                                       |                                       |                                       |                                       |                                       |                                       |                                       |
| Nguồn 2: Meteo Climat (cao và thấp kỷ lục)               |                                       |                                       |                                       |                                       |                                       |                                       |                                       |                                       |                                       |                                       |                                       |                                       |                                       |

## Lịch sử
Vào năm 1869 Công ty Tàu thủy Rubattino của Vương quốc Ý mua lại thành phố này từ vị vua địa phương. Thương vụ này mở đường cho việc thành lập thuộc địa Eritrea thuộc Ý mà sau này trở thành Eritrea.

## Kinh tế
Công trình cảng được mở rộng vào đầu những năm 1990 với việc xây dựng bến tiếp nhận hàng mới, tuy nhiên hoạt động tại cảng đi xuống kể từ khi giao thương với Ethiopia bị cắt đứt vào năm 1998 do hậu quả của Chiến tranh Eritrea-Ethiopia. Các Tiểu vương quốc Ả Rập Thống nhất sử dụng cảng và sân bay cho công tác logistics, và làm trại tập trung người nhập cư.